# Folklore (album Taylor Swift)
Folklore (stilizirano kao folklore) je osmi studijski album američke pjevačice Taylor Swift. Objavljen je 24. srpnja 2020. preko Republic Recordsa. Objavljen je točno jedanaest mjeseci nakon Swiftinog sedmog studijskog albuma, "Lover" (2019), a zamišljen je izolirano tijekom pandemije COVID-19. Swift je objavila Folklore, neočekivani album, na društvenim medijima manje od 24 sata prije izlaska. Album su producirali Swift, Aaron Dessner i njezin dugogodišnji suradnik Jack Antonoff.
Folklore izbjegava optimističnu pop produkciju Swiftinih prethodnih albuma za blage balade vođene klavirom i gitarom. Kritičari album uglavnom opisuju kao indie folk, alternativni rock i elektro-folk, dok ga nekolicina klasificira kao pop. Na 63. godišnjoj dodjeli Grammy, album i njegove skladbe osvojili su pet nominacija, uključujući album godine i pjesmu godine. Folklore je srušio mnoge rekorde u streamingu, poput Guinnessova svjetskog rekorda za najveći dan otvorenja albuma ženske umjetnice na Spotifyu. Prema Republic Recordsu, folklore je prodan u dva milijuna primjeraka u prvom tjednu na globalnoj razini. Dostigao je prvo mjesto u mnogim zemljama, uključujući Australiju, Kanadu, Irsku, Novi Zeland i Ujedinjeno Kraljevstvo. Debitirajući na vrhu ljestvice Billboard 200, folklore je bio Swiftin sedmi album broj jedan u Sjedinjenim Državama i najprodavaniji album 2020. godine. Glavni singl "cardigan" postao je Swiftin šesti američki broj jedan, što je čini prvom glazbenicom koja je istovremeno debitirala na Billboard 200 i Hot 100, dok su se "the 1" i "exile" našli na u prvih 10 na ljestvici. Dokumentarni film o stvaranju folklore s izvedbom njegovih pjesama, Folklore: The Long Pond Studio Sessions, objavljen je 25. studenog 2020. godine, zajedno s albumom uživo.

## Pozadina
U travnju 2020. Swift je trebala krenuti na Lover Fest, svoju šestu koncertnu turneju u znak podrške svom sedmom studijskom albumu  Lover (2019.), ali datumi turneje otkazani su zbog tekuće pandemije COVID-19. 23. srpnja 2020. na Swiftinom Instagram račun postavljeno je devet fotografija, sve bez natpisa, čime je stvorena slika pjevačice koja stoji sama u šumi. Nakon toga objavila je još jedan post na svim svojim računima na društvenim mrežama, najavivši da će njen osmi studijski album biti objavljen u ponoć.
Potvrdila je sliku kao naslovnicu albuma i otkrila popis pjesama. Wall Street Journal ocijenio je da je najava iznenađenja "zatekla obožavatelje i glazbenu scenu". Billboard je izjavio da je "zaslijepila svijet pop glazbe", stižući kao uzbudljiva vijest tijekom pandemije. Folklore je objavljen jedanaest mjeseci nakon Lovera - najbrži preokret za studijski album Swifta, pobijedivši godinu i devet mjeseci razlike između Reputaion (2017.) i Lovera. U drugom postu, Swift je najavila da će glazbeni video za pjesmu "Cardigan" biti objavljena istovremeno s albumom.
Tijekom premijernog prikazivanja video spota za pjesmu "Cardigan", Swift je sudjelovala u chat-u te je otkrila fanovima kako se na albumu nalazi ljubavni trokut triju pjesama. Kasnije otkrivene, pjesme "Cardigan", "August" i "Betty" su pjesme koje govore o tri osobe. James i Betty su ljubavni par između kojeg se našla Augustina, djevojka s kojom je James prevario Betty.

## Koncept
Swift nije očekivala da će stvoriti album početkom 2020. Nakon otkazivanja Lover Festa, pjevačica se sama stavila u karantenu, tijekom koje je pogledala brojne filmove, poput "Stražnji prozor" (1954.), "Panov labirint" (2006.), "Jane Eyre" (2011.), "Bračna priča" (2019.), i "Posljednji ples" (2020.), i pročitala je više knjiga nego što je ikad činila, knjige koje su se "bavile prošlim vremenima, svijetom koji više ne postoji", poput Rebecce (1938.) Daphne du Maurier. Fikcije su nadahnule Swift da se odvaži na svoj uobičajeni autobiografski stil pisanja pjesama i eksperimentira s različitim narativnim stajalištima. Izolirano tijekom pandemije, pustila je mašti na volju, slijedeći niz slika i vizuala koji su posljedično postali Folklore. 

## O albumu
Folklore je napisani i izrađen tijekom izolacije za vrijeme pandemije COVID-19. Swift je "sve svoje hirove, snove, strahove i razmišljanja" prenijela u album, surađujući s "nekim od svojih glazbenih junaka". Aaron Dessner, gitarist američkog indie rock sastava The National, prišao je Swift krajem travnja kako bi daljinski napisao neke pjesme. Dessner je radio s jedanaest albuma sa šesnaest pjesama sa Swiftom tijekom sljedećih nekoliko mjeseci, dok je Swift napisao preostalih pet pjesama s Jackom Antonoffom, Williamom Boweryjem i Bonom Iverom.
Dessner je napomenuo da je "mislio da će trebati neko vrijeme da dođu ideje za pjesme" i "nije očekivao što možemo postići na daljinu".
Album je bio iznenađenje, koje je Swift najavila na svojim društvenim mrežama nekoliko sati prije njegovog objavljivanja, u ponoć 24. srpnja 2020. Folklore je u početku izašao s osam jednotjednih limitiranih CD-ova i vinila s ograničenim izdanjem, koji su sadržavali različite umjetničke obrade i kolekcije fotografija. Album je nazvala "zbunjujućim i punim eskapizma. Tužna, lijepa, tragična. Poput fotoalbuma punog slika i svih priča iza te slike" i opisala "Moje suze Ricochet" - samostalno napisana pjesma - kao prva pjesma koju je napisala za album i koja istražuje "izgubljenu romantiku i zašto je mlada ljubav često tako trajno fiksirana u našim sjećanjima".

## Promocija
Zbog epidemije korona virusa, Swift je bila prisiljena otkazati svoju svjetsku turneju Lover Fest te je zbog toga imala dosta slobodnog vremena koje je, kako je izjavila, provela pisanjem novih pjesama. 23. srpnja najavila počela je objavljivati nove fotografije na svome Instagram profilu koje zajedno predstavljaju jednu fotografiju koju je posebno objavila. Ispod nje je napisala: "Većinu stvari koju sam ovo ljeto planirala nisu se ostvarile, također nisam planirala nešto što se na kraju ostvarilo, a to je moj osmi studijski album, folklore".
Album je izašao 24. srpnja 2020. godine te sadrži 16 originalnih pjesama te jednu pjesmu na deluxe verziji albuma. Također, iste večeri Swift je najavila kako izlazi njen novi singl pod imenom "cardigan". Video spot za pjesmu je izašao u ponoć iste večeri.
"Exile" je drugi singl s albuma te je titulu singla dobio 3. kolovoza 2020., dok je "betty" postala treći singl 17. kolovoza 2020. "The 1" je 9. listopada 2020. postao četvrti singl s albuma.

## Film i album uživo
Dokumentarni koncertni film, pod nazivom Folklore: The Long Pond Studio Sessions, objavljen je 25. studenog 2020. putem Disneyja +. Režirao ga je i producirao Swift, a vidi je kako izvodi svih 17 skladbi s albuma u intimnom okruženju u Long Pong Studiu u New Yorku i dijeli priče iza pjesama, u pratnji Antonoffa i Dessnera. Uz premijeru filma, Swiftov treći album uživo Folklore: The Long Pond Studio Sessions, koji sadrži akustične verzije filma, objavljen je na platformama za streaming glazbe.

## Popis Pjesama[20][21]
| Folklore - Standardno izdanje | Folklore - Standardno izdanje     | Folklore - Standardno izdanje          | Folklore - Standardno izdanje      | Folklore - Standardno izdanje | Folklore - Standardno izdanje | Folklore - Standardno izdanje | Folklore - Standardno izdanje | Folklore - Standardno izdanje | Folklore - Standardno izdanje |
| Br.                           | Skladba                           | Tekstopisac                            | Producenti                         | Trajanje                      |                               |                               |                               |                               |                               |
| ----------------------------- | --------------------------------- | -------------------------------------- | ---------------------------------- | ----------------------------- | ----------------------------- | ----------------------------- | ----------------------------- | ----------------------------- | ----------------------------- |
| 1.                            | »The 1«                           | Taylor Swift ▪ Aaron Dessner           | Dessner                            | 3:30                          |                               |                               |                               |                               |                               |
| 2.                            | »Cardigan«                        | Swift ▪ Dessner                        | Dessner                            | 3:59                          |                               |                               |                               |                               |                               |
| 3.                            | »The Last Great American Dynasty« | Swift ▪ Dessner                        | Dessner                            | 3:51                          |                               |                               |                               |                               |                               |
| 4.                            | »Exile« (featuring Bon Iver)      | Swift ▪ William Bowery ▪ Justin Vernon | Dessner ▪ Joe Alwyn                | 4:45                          |                               |                               |                               |                               |                               |
| 5.                            | »My Tears Ricochet«               | Swift                                  | Swift ▪ Antonoff ▪ Alwyn           | 4:15                          |                               |                               |                               |                               |                               |
| 6.                            | »Mirrorball«                      | Swift ▪ Jack Antonoff                  | Swift ▪ Antonoff                   | 3:29                          |                               |                               |                               |                               |                               |
| 7.                            | »Seven«                           | Swift ▪ Dessner                        | Dessner                            | 3:28                          |                               |                               |                               |                               |                               |
| 8.                            | »August«                          | Swift ▪ Antonoff                       | Swift ▪ Antonoff ▪ Alwyn           | 4:21                          |                               |                               |                               |                               |                               |
| 9.                            | »This Is Me Trying«               | Swift ▪ Antonoff                       | Swift ▪ Antonoff ▪ Alwyn           | 3:15                          |                               |                               |                               |                               |                               |
| 10.                           | »Illicit Affairs«                 | Swift ▪ Antonoff                       | Swift ▪ Antonoff ▪ Alwyn           | 3:10                          |                               |                               |                               |                               |                               |
| 11.                           | »Invisible String«                | Swift ▪ Dessner                        | Dessner                            | 4:12                          |                               |                               |                               |                               |                               |
| 12.                           | »Mad Woman«                       | Swift ▪ Dessner                        | Dessner                            | 3:57                          |                               |                               |                               |                               |                               |
| 13.                           | »Epiphany«                        | Swift ▪ Dessner                        | Dessner                            | 4:49                          |                               |                               |                               |                               |                               |
| 14.                           | »Betty«                           | Swift ▪ Bowery                         | Dessner ▪ Swift ▪ Antonoff ▪ Alwyn | 4:54                          |                               |                               |                               |                               |                               |
| 15.                           | »Peace«                           | Swift ▪ Dessner                        | Dessner                            | 3:54                          |                               |                               |                               |                               |                               |
| 16.                           | »Hoax«                            | Swift ▪ Dessner                        | Dessner                            | 3:40                          |                               |                               |                               |                               |                               |
| 63:29                         |                                   |                                        |                                    |                               |                               |                               |                               |                               |                               |

| Folklore - Deluxe izdanje | Folklore - Deluxe izdanje | Folklore - Deluxe izdanje | Folklore - Deluxe izdanje | Folklore - Deluxe izdanje | Folklore - Deluxe izdanje | Folklore - Deluxe izdanje | Folklore - Deluxe izdanje | Folklore - Deluxe izdanje | Folklore - Deluxe izdanje |
| Br.                       | Skladba                   | Tekstopisac               | Producent                 | Trajanje                  |                           |                           |                           |                           |                           |
| ------------------------- | ------------------------- | ------------------------- | ------------------------- | ------------------------- | ------------------------- | ------------------------- | ------------------------- | ------------------------- | ------------------------- |
| 17.                       | »The Lakes«               | Swift ▪ Bowery            | Swift ▪ Antonoff          | 3:32                      |                           |                           |                           |                           |                           |
| 67:01                     |                           |                           |                           |                           |                           |                           |                           |                           |                           |

### Kompilacije
| Folklore - The Escapism Chapter | Folklore - The Escapism Chapter | Folklore - The Escapism Chapter        | Folklore - The Escapism Chapter | Folklore - The Escapism Chapter | Folklore - The Escapism Chapter | Folklore - The Escapism Chapter | Folklore - The Escapism Chapter | Folklore - The Escapism Chapter | Folklore - The Escapism Chapter |
| Br.                             | Skladba                         | Tekstopisac                            | Producenti                      | Trajanje                        |                                 |                                 |                                 |                                 |                                 |
| ------------------------------- | ------------------------------- | -------------------------------------- | ------------------------------- | ------------------------------- | ------------------------------- | ------------------------------- | ------------------------------- | ------------------------------- | ------------------------------- |
| 1.                              | »The Lakes«                     | Swift ▪ Antonoff                       | Swift ▪ Antonoff                | 3:32                            |                                 |                                 |                                 |                                 |                                 |
| 2.                              | »Seven«                         | Swift ▪ Dessner                        | Dessner                         | 3:28                            |                                 |                                 |                                 |                                 |                                 |
| 3.                              | »Epiphany«                      | Swift ▪ Dessner                        | Dessner                         | 4:49                            |                                 |                                 |                                 |                                 |                                 |
| 4.                              | »Cardigan« (featuring Bon Iver) | Swift ▪ William Bowery ▪ Justin Vernon | Dessner                         | 4:45                            |                                 |                                 |                                 |                                 |                                 |
| 5.                              | »Mirrorball«                    | Swift                                  | Swift ▪ Antonoff                | 3:59                            |                                 |                                 |                                 |                                 |                                 |
| 6.                              | »Exile« (featuring Bon Iver)    | Swift ▪ Bowery ▪ Vernon                | Dessner ▪ Alwyn                 | 4:45                            |                                 |                                 |                                 |                                 |                                 |
| 24:02                           |                                 |                                        |                                 |                                 |                                 |                                 |                                 |                                 |                                 |

| Folklore - The Sleepless Nights Chapter | Folklore - The Sleepless Nights Chapter | Folklore - The Sleepless Nights Chapter | Folklore - The Sleepless Nights Chapter | Folklore - The Sleepless Nights Chapter | Folklore - The Sleepless Nights Chapter | Folklore - The Sleepless Nights Chapter | Folklore - The Sleepless Nights Chapter | Folklore - The Sleepless Nights Chapter | Folklore - The Sleepless Nights Chapter |
| Br.                                     | Skladba                                 | Tekstopisac                             | Producenti                              | Trajanje                                |                                         |                                         |                                         |                                         |                                         |
| --------------------------------------- | --------------------------------------- | --------------------------------------- | --------------------------------------- | --------------------------------------- | --------------------------------------- | --------------------------------------- | --------------------------------------- | --------------------------------------- | --------------------------------------- |
| 1.                                      | »Exile« (featuring Bon Iver)            | Swift ▪ Bowery ▪ Vernon                 | Dessner ▪ Alwyn                         | 4:45                                    |                                         |                                         |                                         |                                         |                                         |
| 2.                                      | »Hoax«                                  | Swift ▪ Dessner                         | Dessner                                 | 3:40                                    |                                         |                                         |                                         |                                         |                                         |
| 3.                                      | »My Tears Ricochet«                     | Swift                                   | Antonoff ▪ Antonoff ▪ Alwyn             | 4:15                                    |                                         |                                         |                                         |                                         |                                         |
| 4.                                      | »Illicit Affairs«                       | Swift ▪ Antonoff                        | Antonoff ▪ Antonoff ▪ Alwyn             | 3:10                                    |                                         |                                         |                                         |                                         |                                         |
| 5.                                      | »This Is Me Trying«                     | Swift ▪ Antonoff                        | Antonoff ▪ Antonoff ▪ Alwyn             | 3:15                                    |                                         |                                         |                                         |                                         |                                         |
| 6.                                      | »Mad Woman«                             | Swift ▪ Dessner                         | Dessner                                 | 3:57                                    |                                         |                                         |                                         |                                         |                                         |
| 23:02                                   |                                         |                                         |                                         |                                         |                                         |                                         |                                         |                                         |                                         |

| Folklore - The Saltbox House Chapter | Folklore - The Saltbox House Chapter | Folklore - The Saltbox House Chapter | Folklore - The Saltbox House Chapter | Folklore - The Saltbox House Chapter | Folklore - The Saltbox House Chapter | Folklore - The Saltbox House Chapter | Folklore - The Saltbox House Chapter | Folklore - The Saltbox House Chapter | Folklore - The Saltbox House Chapter |
| Br.                                  | Skladba                              | Tekstopisac                          | Producenti                           | Trajanje                             |                                      |                                      |                                      |                                      |                                      |
| ------------------------------------ | ------------------------------------ | ------------------------------------ | ------------------------------------ | ------------------------------------ | ------------------------------------ | ------------------------------------ | ------------------------------------ | ------------------------------------ | ------------------------------------ |
| 1.                                   | »The Last Great American Dynasty«    | Swift ▪ Dessner                      | Dessner                              | 3:50                                 |                                      |                                      |                                      |                                      |                                      |
| 2.                                   | »August«                             | Swift ▪ Antonoff                     | Swift ▪ Antonoff ▪ Alwyn             | 4:21                                 |                                      |                                      |                                      |                                      |                                      |
| 3.                                   | »The 1«                              | Swift ▪ Dessner                      | Dessner                              | 3:30                                 |                                      |                                      |                                      |                                      |                                      |
| 4.                                   | »Seven«                              | Swift ▪ Dessner                      | Dessner                              | 3:28                                 |                                      |                                      |                                      |                                      |                                      |
| 5.                                   | »Peace«                              | Swift ▪ Dessner                      | Dessner                              | 3:54                                 |                                      |                                      |                                      |                                      |                                      |
| 6.                                   | »Betty«                              | Swift ▪ Bowery                       | Dessner ▪ Swift ▪ Antonoff ▪ Alwyn   | 4:54                                 |                                      |                                      |                                      |                                      |                                      |
| 23:57                                |                                      |                                      |                                      |                                      |                                      |                                      |                                      |                                      |                                      |

| Folklore - The Saltbox House Chapter | Folklore - The Saltbox House Chapter                         | Folklore - The Saltbox House Chapter | Folklore - The Saltbox House Chapter | Folklore - The Saltbox House Chapter | Folklore - The Saltbox House Chapter | Folklore - The Saltbox House Chapter | Folklore - The Saltbox House Chapter | Folklore - The Saltbox House Chapter | Folklore - The Saltbox House Chapter |
| Br.                                  | Skladba                                                      | Tekstopisac                          | Producenti                           | Trajanje                             |                                      |                                      |                                      |                                      |                                      |
| ------------------------------------ | ------------------------------------------------------------ | ------------------------------------ | ------------------------------------ | ------------------------------------ | ------------------------------------ | ------------------------------------ | ------------------------------------ | ------------------------------------ | ------------------------------------ |
| 1.                                   | »Betty« (Live from the 2020 Academy of Country Music Awards) | Swift ▪ Bowery                       | Swift                                | 5:12                                 |                                      |                                      |                                      |                                      |                                      |
| 2.                                   | »The 1«                                                      | Swift ▪ Dessner                      | Dessner                              | 3:30                                 |                                      |                                      |                                      |                                      |                                      |
| 3.                                   | »Mirrorball«                                                 | Swift                                | Swift ▪ Antonoff                     | 3:59                                 |                                      |                                      |                                      |                                      |                                      |
| 4.                                   | »The Last Great American Dynasty«                            | Swift ▪ Dessner                      | Dessner                              | 3:50                                 |                                      |                                      |                                      |                                      |                                      |
| 5.                                   | »Invisible String«                                           | Swift ▪ Dessner                      | Dessner                              | 4:12                                 |                                      |                                      |                                      |                                      |                                      |
| 6.                                   | »Cardigan«                                                   | Swift ▪ Dessner                      | Dessner                              | 3:59                                 |                                      |                                      |                                      |                                      |                                      |
| 23:57                                |                                                              |                                      |                                      |                                      |                                      |                                      |                                      |                                      |                                      |

Bilješke
- Svaka skladba na albumu je stilizirana malim slovima.

## Ljestvice
| Ljestvice                  | Najviša pozicija |
| -------------------------- | ---------------- |
| Argentina                  | 1                |
| Australija                 | 1                |
| Austrija                   | 2                |
| Belgija                    | 1                |
| Češka                      | 1                |
| Estonija                   | 1                |
| Finska                     | 1                |
| Francuska                  | 12               |
| Danska                     | 1                |
| Italija                    | 8                |
| Japan                      | 8                |
| Kanada                     | 1                |
| Mađarska                   | 7                |
| Novi Zeland                | 1                |
| Norveška                   | 1                |
| Njemačka                   | 1                |
| Poljska                    | 8                |
| Portugal                   | 2                |
| Sjedinjene Američke Države | 1                |
| Ujedinjeno Kraljevstvo     | 1                |

## Vanjske poveznice
- na Swift službene web stranice

1. ↑  Taylor Swift’s ‘Folklore’: There’s Nothing Quiet About This Songwriting Tour De Force. 24. srpnja 2020. Pristupljeno 24. srpnja 2020. journal zahtijeva |journal= (pomoć)
2. ↑  Taylor Swift 'Folklore' Collaborator Reveals How They Wrote Songs in Just Hours. 23. srpnja 2020. Pristupljeno 24. srpnja 2020. journal zahtijeva |journal= (pomoć)
3. ↑  Taylor Swift Was Bummed About Her Summer Plans Not Panning Out, So She's Releasing A New Album... Tonight. 23. srpnja 2020. Pristupljeno 24. srpnja 2020. journal zahtijeva |journal= (pomoć)
4. ↑  Cohen, Jonathan. 23. srpnja 2020. Who Is Aaron Dessner, Taylor Swift’s Main Collaborator on ‘Folklore’?. Variety (engleski). Pristupljeno 24. srpnja 2020.
5. ↑  Taylor Swift's Surprise New 'Folklore' Album: What a Great (And Overdue) Idea!. 23. srpnja 2020. Pristupljeno 24. srpnja 2020. journal zahtijeva |journal= (pomoć)
6. ↑  Taylor Swift to release surprise eighth album 'Folklore' tonight. NME Music News, Reviews, Videos, Galleries, Tickets and Blogs | NME.COM (engleski). 23. srpnja 2020. Pristupljeno 24. srpnja 2020.
7. ↑  Scottie Andrew CNN. Taylor Swift will drop a surprise new album tonight. Pristupljeno 24. srpnja 2020. journal zahtijeva |journal= (pomoć)
8. ↑  Taylor Swift announces surprise album, recorded "in isolation" (engleski). Pristupljeno 24. srpnja 2020. journal zahtijeva |journal= (pomoć)
9. ↑  Laura Snapes. 23. srpnja 2020. Taylor Swift announces surprise album, Folklore, with the National and Bon Iver. The Guardian (engleski). 0261-3077. Pristupljeno 24. srpnja 2020.
10. ↑  https://twitter.com/taylorswift13/status/1286272156607840264. Pristupljeno 24. srpnja 2020. journal zahtijeva |journal= (pomoć); Vanjski link u parametru |title= (pomoć)
11. ↑  https://twitter.com/tswiftnewsla/status/1286482567567310848. Pristupljeno 24. srpnja 2020. journal zahtijeva |journal= (pomoć); Vanjski link u parametru |title= (pomoć)
12. ↑  https://twitter.com/tswiftnewsla/status/1286487119934795776. Pristupljeno 24. srpnja 2020. journal zahtijeva |journal= (pomoć); Vanjski link u parametru |title= (pomoć)
13. ↑  https://twitter.com/tswiftnewsla/status/1286479822466641920. Pristupljeno 24. srpnja 2020. journal zahtijeva |journal= (pomoć); Vanjski link u parametru |title= (pomoć)
14. ↑  Taylor Swift na Instagramu: "Most of the things I had planned this summer didn’t end up happening, but there is something I hadn’t planned on that DID happen. And that…". Pristupljeno 23. srpnja 2020. journal zahtijeva |journal= (pomoć)
15. ↑  Taylor Swift (@taylorswift) objavljuje na Instagramu: “The music video for “cardigan” will premiere tonight, which I wrote/directed. A million thank you’s to my brilliant, bad ass video team -…” • Srp 23, 2020 u 12:08 UTC. Pristupljeno 23. srpnja 2020. journal zahtijeva |journal= (pomoć)
16. ↑  Future Releases on Triple A (AAA) Radio Stations, Independent Artist Song Releases | ... All Access (engleski). Pristupljeno 12. prosinca 2020.
17. ↑  Taylor Swift Debuts at No. 1 on Hot 100 With 'Cardigan,' Is 1st Artist to Open Atop Hot 100 & Billboard 200 in Same Week. Billboard (engleski). Pristupljeno 12. prosinca 2020.
18. ↑  Future Releases for Country Radio Stations | New Music Artist Free Song | AllAccess.com. All Access (engleski). Pristupljeno 12. prosinca 2020.
19. ↑  Taylor Swift | Start. www.universal-music.de (njemački). Pristupljeno 12. prosinca 2020.
20. ↑  Taylor Swift na Instagramu: "folklore will have 16 songs on the standard edition, but the physical deluxe editions will include a bonus track called “the lakes.”…". Pristupljeno 23. srpnja 2020. journal zahtijeva |journal= (pomoć)
21. ↑  Matthew Strauss. Taylor Swift Releases New Album folklore: Listen and Read the Full Credits (engleski). Pristupljeno 24. srpnja 2020. journal zahtijeva |journal= (pomoć)